# McLendon-Chisholm (Teksas)
McLendon-Chisholm je grad u američkoj saveznoj državi Teksas. Prema popisu stanovništva iz 2010. u njemu je živjelo 1.373 stanovnika.